# Stella Tennant
Stella Tennant (Londres, 17 de diciembre de 1970-Duns, Escocia, 22 de diciembre  de 2020) fue una aristócrata y modelo británica.

## Primeros años
Stella fue la menor de tres hijos, Eduard e Isabel fueron sus hermanos. Sus padres fueron el Honorable Tobias Tennant (hijo del segundo Barón Glenconner) y Lady Emma Cavendish, quien fue hija del 11.º Duque de Devonshire y Deborah Mitford, la menor de las hermanas Mitford. Tennant creció en una granja localizada en Scottish Borders, Escocia. Durante su adolescencia asistió a Marlborough College, un internado ubicado en Marlborough, Wiltshire, Inglaterra. Luego se graduó de escultora en la escuela de Arte de Winchester.

## Modelaje
Tennant se fotografió a sí misma y un amigo la presentó a la periodista de moda Plum Sykes poco después de perforarse el tabique nasal, algo inusual para las modelos de la época y que sorprendió a Sykes, con quien luego aparecería en la revista Vogue de Reino Unido, la editorial que protagonizaron juntas en el número de diciembre de 1993 se llamó Actitud Anglosajona y fue realizada por el fotógrafo Steven Meisel. Una conocida anécdota cuenta que Stella arribó a la sesión fotográfica con su piercing en la nariz, pero los editores pidieron que se lo retirara a lo cual ella se negó, esta actitud atrajo a Meisel quien la invitó al siguiente día a otra sesión fotográfica para Vogue Italia. Desde entonces, Stella trabajaría como modelo para varios proyectos con Meisel y otros fotógrafos conocidos como Mario Testino y David Sims. En la pasarela, protagonizó varios desfiles para Chanel, Versace, Jean-Paul Gaultier, Alexander McQueen, entre otros, haciéndose muy conocida por su look andrógino.

## Vida personal y regreso a la industria

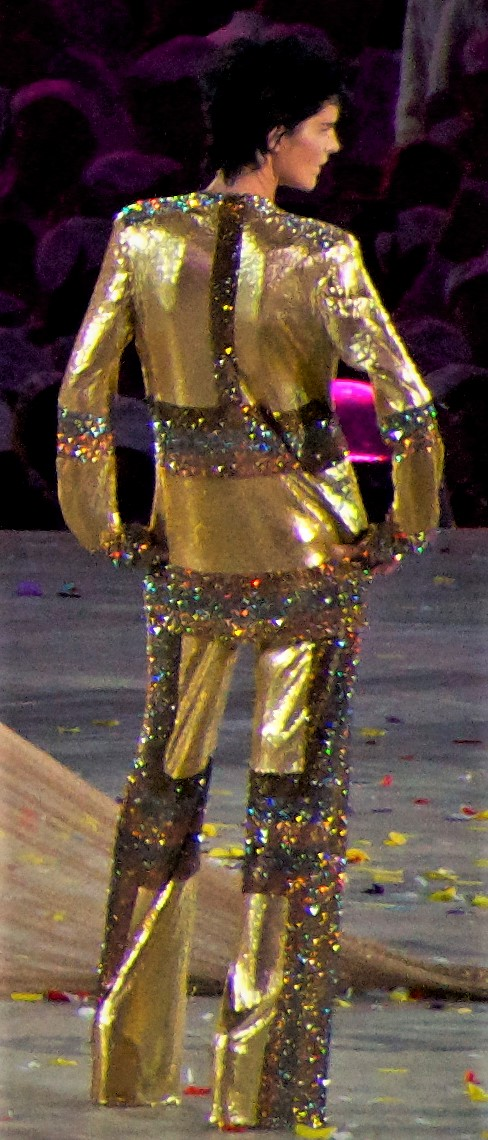
Stella Tennant posa durante la ceremonia de clausura de los Juegos Olímpicos de Londres 2012.

En 1998, tras anunciar su primer embarazo, Stella decide retirarse de la industria de la moda. En el año 1999 se casó con el fotógrafo francés David Lasnet. Para su boda, Stella vistió un vestido minimalista diseñado por Helmut Lang. Su primer hijo fue Marcel Lasnet, seguido por Cecily Lasnet, Jasmine Lasnet e Iris Lasnet. En el año 2003, luego del nacimiento de su terciogénita, Stella decide regresar a la moda protagonizando una campaña para Burberry realizada por Mario Testino. 
En el año 2012, apareció durante la ceremonia de clausura de los Juegos Olímpicos de Londres junto con otros modelos británicos, quienes usaron diseños creados especialmente para el evento por diseñadores de la misma nacionalidad. Stella modeló un diseño creado por el diseñador escocés Christopher Kane.
Protagonizó su último desfile en Paris, el 22 de enero de 2020, abriendo la colección de alta costura primavera-verano de Valentino.
Tennant residía en una granja en Berwickshire, Escocia. Es en este lugar tenía un estudio de escultura, junto a su hermana Isabel, llamado Tennant & Tennant. Durante la década de 2010 se convirtió en una activista a favor del medio ambiente, protagonizando varias campañas para la organización Global Cool.
En agosto de 2020 había anunciado su separación con David Lasnet tras 21 años de matrimonio, junto al cual habían formado negocios en el mercado de los inmobiliarios.

## Fallecimiento
Stella Tennant falleció en Duns de manera súbita y por causas aún no determinadas el 22 de diciembre de 2020, aunque sus familiares comunicaron que falleció debido a un suicidio.